# アッティリオ・ロンバルド
アッティリオ・ロンバルド（Attilio LOMBARDO、1966年1月6日 - ）は、イタリア・カンパニア州出身の元同国代表サッカー選手、サッカー指導者。ポジションはMF。現在はトリノFCのアシスタントコーチを務める。
セリエAでは、UCサンプドリア、ユヴェントスFC、SSラツィオと異なる3つのクラブでタイトルを獲得した。代表では、メジャー大会には召集されなかったものの、19試合に出場した。
現役時代は、外見から「ポパイ」、体格とスタミナ、そして仕事率の良さから「ダチョウ」などのニックネームで呼ばれていた。また、正確なクロスとゴール前での貢献度の高さでも知られていた。

## クラブ経歴

### 初期
1983年にUSペルゴクレーマの下部組織でキャリアをスタートした。1985年からはセリエBのUSクレモネーゼに移籍した。当初は軍役もあって控え選手であったが、怪我人が出たことでポジションを得た。

### サンプドリア
1987年、クレモネーゼでの活躍が認められ、40億リラの移籍金でUCサンプドリアに移籍した。ここでは、ファンからポパイのニックネームで親しまれた。サンプドリアでは、ジャンルカ・ヴィアリ、ロベルト・マンチーニ、ピエトロ・ヴィエルコウッド、ジャンルカ・パリュウカ、ルート・フリットらとプレーし、1989-90シーズンのコッパ・イタリア決勝では、ディエゴ・マラドーナを擁するSSCナポリに4-0で勝利した。このシーズン、レギュラーを掴み、リーグ戦34試合で7得点を決めた。カップウィナーズカップでは、ボルシア・ドルトムント、ASモナコ、RSCアンデルレヒトを破って優勝し、評価を高めた。
翌1991シーズンには、スーペルコッパ・イタリアーナで前セリエA王者のローマを破ると、勢いそのままセリエAを制覇した。また、UEFAチャンピオンズカップでも決勝まで勝ち進んだが、決勝でヨハン・クライフ率いるFCバルセロナに敗れ、準優勝に終わった。1994年には、セリエAで8得点、コッパ・イタリアで5得点を挙げ、コッパ・イタリアの決勝では2得点を挙げて、チームの優勝に貢献した。

### ユヴェントス
1995年、前シーズンにセリエAを制したイタリアの強豪ユヴェントスFCに移籍した。しかし、プレシーズンのボルシア・ドルトムント戦の怪我で、約4か月の離脱を強いられるなど、大きく出遅れた。それでもセリエA、UEFAチャンピオンズリーグ、インターコンチネンタルカップ、UEFAスーパーカップなどで優勝した。しかし、在籍中は怪我に苦しみ、また、ディディエ・デシャンやアントニオ・コンテ、アンジェロ・ディ・リービオらとのポジション争いが激しかったため、散発的にしか出番を与えられず、2シーズンで51試合4得点に留まった。

### クリスタル・パレス
1997年、調子を落としていたロンバルドは、イングランドのクリスタル・パレスFCへ移籍した。彼はデビュー戦のエヴァートンFC戦でいきなり初ゴールを決め、移籍後すぐに中心選手として活躍した。ここでは剥げ鷹の二ックネームで親しまれた。同年11月、1998年3月には7連敗を記録するなど、苦戦が続いた。チェアマンのマーク・ゴールドバーグによって、監督のスティーヴ・コッペルはディレクターに就任し、後任としてロンバルドがプレイングマネージャーに就任した。32歳と2ヶ月8日での監督就任は、プレミアリーグ最年少記録だった。
イタリア代表の試合で再び負傷してしまった。ロンバルドが怪我をした時点ではパレスは10位をマークしていたが、彼が復帰した4月の時点でパレスは最下位に沈んでいた。その後、復帰したロンバルドがホームで二つの決勝点をマークする活躍を見せたものの、パレスは二部のファーストディヴィジョン (現チャンピオンシップ)へと降格した。
それでもロンバルドはチームに残ることを決め、新監督にはテリー・ヴェナブルズが就任した。しかし、厳しい財政事情から賃金が払えない状態となり、1999年1月、ロンバルドはスヴェン＝ゴラン・エリクソン率いるSSラツィオに移籍した。2005年、ロンバルドはクリスタル・パレスの100周年を祝う企画の一環として、ファンによる投票で、わずか49試合の出場にも関わらず、センテナリーX1に選出された。

### キャリア晩年
ラツィオ移籍後は、サンプドリア時代のハイパフォーマンスを取り戻し、1999年にはカップウィナーズカップ 1998-99と1999 UEFAスーパーカップを、2000年にはセリエA、スーペルコッパ・イタリアーナ、コッパ・イタリアの三冠を獲得した。その後2001年1月、1年半契約で、当時セリエBの古巣のサンプドリアに復帰し、2002年に引退した。

## イタリア代表経歴
代表では、1990年から1997年の間にサッカーイタリア代表として19試合に出場し3得点を記録した。しかし、怪我の多さや、ロベルト・ドナドーニ、アンジェロ・ディ・リービオ、フランチェスコ・モリエーロ、ジャンルカ・ペッソットらとのポジション争いの激しさから、レギュラーとしての出番は限られ、メジャー大会には召集されなかった。

## 引退後
引退後は指導者の道を進み、2002年からはサンプドリアのユースチームを指揮した。2006年6月からは、スイス2部のチャレンジリーグに所属するFCキアッソの監督に就任したが、モチベーションの欠如を理由に、2007年5月に辞任し、その後、チームは3部に降格した。
2008年4月からは、セリエC2に所属するトスカーナ州のUSカステルヌオーヴォ・ガルファニャーナを指揮した。2009年からはイタリア3部のACレニャーノの監督を務めるも、チームの降格を阻止することはできなかった。
2009年7月、イタリア4部のスペツィア・カルチョの監督に就任すると、3位と望外も躍進を遂げたにもかかわらず、10月に辞任した。最終的にそのシーズン、スペツィアは3部に昇格した。
2010年7月からは、サンプドリア時代の同胞マンチーニが指揮するマンチェスター・シティのアシスタントコーチに就任し、2012年からはユースチームの監督にも兼任した。しかし、2013年5月にマンチーニが解任されたことを受け、ロンバルドもその2日後に辞任した。
その後、2013年からはマンチーニが監督に就任したガラタサライのアシスタントコーチに、2014年10月からはイタリア代表での元チームメイトロベルト・ディ・マッテオが指揮するシャルケ04のアシスタントコーチをそれぞれ務めた。

## タイトル
UCサンプドリア
- セリエA（1）：1990-1991
- コッパ・イタリア（2）：1988-1989、1993-1994
- スーペルコッパ・イタリアーナ（1）：1991
- UEFAカップウィナーズカップ（1）：1989-1990

ユベントスFC
- セリエA（1）：1995-1996
- スーペルコッパ・イタリアーナ（1）：1995
- UEFAチャンピオンズリーグ（1）：1995-1996
- UEFAスーパーカップ（1）：1996
- インターコンチネンタルカップ（1）：1996

SSラツィオ
- セリエA（1）：1999-2000
- コッパ・イタリア（1）：1999-2000
- スーペルコッパ・イタリアーナ（1）：2000
- UEFAスーパーカップ（1）：1999

個人
- コッパ・イタリア得点王：1993-1994[12]